# Innocenty (Aleksandrow)
Innocenty, imię świeckie Ilija Fiodorowicz Aleksandrow (ur. 27 czerwca?/8 lipca 1793 w Astrachaniu, zm. 22 marca?/3 kwietnia 1869 w Monasterze Kuriażskim) – rosyjski biskup prawosławny.

## Życiorys
Był synem kapłana prawosławnego, protoprezbitera soboru Zaśnięcia Matki Bożej w Astrachaniu. W rodzinnym Astrachaniu zdobył średnie wykształcenie teologiczne w seminarium duchownym. W 1819 ukończył studia w Petersburskiej Akademii Duchownej, uzyskując stopień magistra.
14 marca następnego roku złożył wieczyste śluby mnisze, po czym został wyświęcony na hieromnicha i podjął pracę inspektora w seminarium duchownym w Nowogrodzie. Rok później otrzymał godność archimandryty i został przełożonym monasteru Zaśnięcia Matki Bożej w Staricy. Po dwóch latach został przełożonym monasteru Przemienienia Pańskiego św. Abrahama w Smoleńsku oraz rektorem seminarium duchownego w tym samym mieście. Zasiadał ponadto w konsystorzu eparchii smoleńskiej, dziekanem znajdujących się w niej monasterów i cenzorem kazań.
19 maja 1832 przyjął chirotonię na biskupa słobodzko-ukraińskiego i chersońskiego. Po trzech latach został przeniesiony na katedrę irkucką. Jako biskup irkucki wspierał działalność misyjną ks. Iwana Wieniaminowa-Popowa. W 1838 został przeniesiony po raz drugi, tym razem na katedrę jekaterynosławską i taganroską. Urząd sprawował przez piętnaście lat, po czym przeszedł w stan spoczynku i zamieszkał w Monasterze Kuriażskim k. Charkowa. Tam też zmarł.